# Dominique Rocheteau
Dominique Rocheteau (* 14. ledna 1955, Saintes) je bývalý fotbalista, který měl přezdívku l'Ange vert (Zelený anděl). Hrál většinou na pravém křídle za francouzskou fotbalovou reprezentaci a kluby AS Saint-Étienne a Paris SG. Stal se mistrem Francie v letech 1974, 1975, 1976 a 1986, byl členem týmu, který vyhrál Mistrovství Evropy ve fotbale 1984. V reprezentačním dresu odehrál 49 zápasů a vstřelil 15 branek. Nastoupil na třech světových šampionátech (1978, 1982 a 1986).
Dominique Rocheteau působí jako předseda etické komise Francouzské fotbalové federace. Hlásí se k radikálně levicovému hnutí Lutte ouvrière, za svého oblíbeného autora označuje Bakunina.
Hrál ve filmu Le garçu režiséra Maurice Pialata.